# Ba quy luật cơ bản của phép biện chứng duy vật
Ba quy luật cơ bản của phép biện chứng duy vật trong triết học Mác - Lênin là các quy luật cơ bản trong phương pháp luận của triết học Mác - Lênin và được áp dụng để giải thích về sự phát triển của sư vật, hiện tượng, ba quy luật này hợp thành nguyên lý về sự phát triển. Ba quy luật cơ bản có ý nghĩa đặc biệt quan trọng trong phép duy vật biện chứng của triết học Mác-Lênin, nó là một trong những nền tảng, cơ bản cấu thành phép biện chứng duy vật cũng như một trong những nội dung quan trọng của toàn bộ triết học Mác-Lenin.

## Nội dung
Chủ nghĩa duy vật biện chứng bao gồm hai nguyên lý cơ bản là nguyên lý về mối liên hệ phổ biến và nguyên lý về sự phát triển. Nguyên lý về mối liên hệ phổ biến thể hiện qua sáu cặp phạm trù được sử dụng là Cái chung và cái riêng, Bản chất và hiện tượng, Nội dung và hình thức, Tất nhiên và ngẫu nhiên, Nguyên nhân và kết quả, Khả năng và hiện thực.
Nguyên lý về sự phát triển bao gồm: Quy luật mâu thuẫn, quy luật lượng - chất và quy luật phủ định. Trong đó:
- Quy luật mâu thuẫn chỉ ra nguồn gốc của sự phát triển
- Quy luật lượng - chất chỉ ra cách thức, hình thức của sự phát triển
- Quy luật phủ định chỉ ra khuynh hướng của sự phát triển.

Ba quy luật cơ bản này còn có ý nghĩa trong nhận thức và hành động. Những kết luận về mặt phương pháp luận của nó luôn được coi là "kim chỉ nam" cho hoạt động cách mạng của những người Cộng sản.
Theo Các Mác: Dưới dạng hợp lý của nó, phép biện chứng chỉ đem lại sự giận dữ và kinh hoàng cho giai cấp tư sản và bọn tư tưởng gia giao điếu của chúng mà thôi, vì trong quan niệm tích cực về cái đang tồn tại, phép biện chứng cũng bao hàm cả quan niệm, sự phủ định cái đang tồn tại đó, về sự diệt vong tất yếu của nó, vì mỗi hình thái đều được phép biện chứng xét trong sự vận động, tức xét cả mặt nhất thời của hình thái đó;… vì phép biện chứng không khuất phục trước một cái gì cả, và về thực chất thì nó có tính chất phê phán và cách mạng.

## Ý nghĩa
Các quy luật cơ bản của phép biện chứng duy vật chỉ ra hình thức chung nhất của sự vận động, phát triển của thế giới vật chất và nhận thức của con người về thế giới đó, đồng thời các quy luật này cũng tạo cơ sở cho phương pháp chung nhất của tư duy biện chứng. Vì vậy đây là nền tảng cho sự phát triển của sự vật hiện tượng sau này.
Trong phép biện chứng duy vật, nếu quy luật thống nhất và đấu tranh giữa các mặt đối lập chỉ ra nguyên nhân và động lực bên trong của sự vận động, quy luật chuyển hoá từ những biến đổi về lượng dẫn đến những biến đổi về chất và ngược lại chỉ ra cách thức và tính chất của sự phát triển thì quy luật phủ định của phủ định chỉ ra.
Các quy luật này định hướng cho việc nghiên cứu của những quy luật đặc thù và đến lượt mình, những quy luật cơ bản về sự phát triển của thế giới, của nhận thức và những hình thức cụ thể của chúng chỉ có tác dụng trên cơ sở và trong sự gắn bó với những quy luật đặc thù.
Theo triết học Mác-Lênin thì mối quan hệ qua lại giữa các quy luật cơ bản của phép biện chứng duy vật với các quy luật đặc thù của các khoa học chuyên ngành tạo nên cơ sở khách quan của mối liên hệ giữa chủ nghĩa duy vật biện chứng với các khoa học chuyên ngành.